# 1. divisjon 2021 (football americano norvegese)
La 1. divisjon 2021 è la 28ª edizione del campionato di football americano di secondo livello, organizzato dalla NAIF.

## Squadre partecipanti
| Club                    | Città      | Stadio | Sponsor ufficiale | Risultato nella stagione 2020 |
| ----------------------- | ---------- | ------ | ----------------- | ----------------------------- |
| Lillestrøm Starfighters | Lillestrøm |        |                   |                               |
| NTNUI Nidaros Domers    | Trondheim  |        |                   |                               |
| Sarpsborg Olavs Menn    | Sarpsborg  |        |                   |                               |
| Tønsberg Raiders        | Tønsberg   |        |                   |                               |

## Stagione regolare

### Calendario

#### 1ª giornata
| Tønsberg 4 settembre 2021, ore 14:00 | Tønsberg Raiders | 36 – 12 referto | NTNUI Nidaros Domers | Gamle Idretten |

#### 2ª giornata
| Lillestrøm 12 settembre 2021, ore 14:00 | Lillestrøm Starfighters | 6 – 50 referto | Sarpsborg Olavs Menn | Vigernesjordet Amerikanskfotball Bane |

#### 3ª giornata
| Lade 18 settembre 2021, ore 14:00 | NTNUI Nidaros Domers | 7 – 8 referto | Tønsberg Raiders |  |

#### 4ª giornata
| Skjeberg 26 settembre 2021, ore 12:00 | Sarpsborg Olavs Menn | 28 – 12 referto | Lillestrøm Starfighters |  |

#### 5ª giornata
| Tønsberg 2 ottobre 2021, ore 14:00 | Tønsberg Raiders | 36 – 61 referto | Sarpsborg Olavs Menn | Gamle Idretten |

#### 6ª giornata
| Skjeberg 9 ottobre 2021, ore 14:00 | Sarpsborg Olavs Menn | 50 – 6 referto | NTNUI Nidaros Domers |  |

| Lillestrøm 10 ottobre 2021, ore 14:00 | Lillestrøm Starfighters | 8 – 14 referto | Tønsberg Raiders | Vigernesjordet Amerikanskfotball Bane |

#### 7ª giornata
| Lade 16 ottobre 2021, ore 14:00 | NTNUI Nidaros Domers | 41 – 40 referto | Lillestrøm Starfighters |  |

#### 8ª giornata
| Skjeberg 23 ottobre 2021, ore 14:00 | Sarpsborg Olavs Menn | 57 – 0 referto | Tønsberg Raiders |  |

#### 9ª giornata
| Lade 30 ottobre 2021, ore 14:30 | NTNUI Nidaros Domers | 13 – 40 referto | Sarpsborg Olavs Menn |  |

| Tønsberg 31 ottobre 2021, ore 12:00 | Tønsberg Raiders | 20 – 46 referto | Lillestrøm Starfighters | Gamle Idretten |

#### 10ª giornata
| Eidsvoll 6 novembre 2021, ore 12:00 | Lillestrøm Starfighters | 30 – 21 | NTNUI Nidaros Domers | Vilberg |

### Classifica
La classifica della regular season è la seguente:
- PCT = percentuale di vittorie, G = partite giocate, V = partite vinte,  P = partite perse, PF = punti fatti, PS = punti subiti

| Pos. | Squadra                 | PCT   | G | V | N | P | PF  | PS  |
| ---- | ----------------------- | ----- | - | - | - | - | --- | --- |
| 1    | Sarpsborg Olavs Menn    | 1.000 | 6 | 6 | 0 | 0 | 286 | 73  |
| 2    | Tønsberg Raiders        | .500  | 6 | 3 | 0 | 3 | 114 | 194 |
| 3    | Lillestrøm Starfighters | .333  | 6 | 2 | 0 | 4 | 142 | 174 |
| 4    | NTNUI Nidaros Domers    | .167  | 6 | 1 | 0 | 5 | 100 | 204 |

## Verdetti
- Sarpsborg Olavs Menn vincitori della 1. divisjon 2021